# Crumbl Cookies
A Crumbl Cookies (conhecida simplesmente como Crumbl) é uma cadeias de franquias de padarias nos Estados Unidos e no Canadá, especializada em cookies. Com sede em Utah, foi fundada em 2017.  A cadeia mantém uma forte presença nas mídias sociais, o que levou o The New York Times a atribuir o crescimento da empresa.

## História e operações
A Crumbl foi fundada pelos primos Sawyer Hemsley e Jason McGowan em 2017, enquanto Hemsley frequentava a Universidade Estadual de Utah em Logan, Utah. Hemsley e McGowan utilizaram métodos de teste A/B para chegar à receita final de biscoito de chocolate ao leite.
Em 2022, a Crumbl processou a Crave Cookies e a Dirty Dough, duas empresas de biscoitos, no Tribunal Distrital dos Estados Unidos para o Distrito de Utah, alegando que os réus tinham “vínculos exclusivos” com a Crumbl e tinham um “modelo de marketing e negócios confusamente semelhante”.
Em 21 de dezembro de 2023, a Crumbl adquiriu a empresa de tortas Crust Club, sediada em Pleasant Grove, Utah, fundada em 2016 pelos sócios Tyler e Valerie Kukahiko. A porta-voz da Crumbl, Beth Baty, disse que o conceito ressoou com os cofundadores Jason McGowan e Sawyer Hemsley.
Em 29 de setembro de 2024, um usuário do TikTok chamado @crumblsydney realizou uma loja “Crumbl cookie pop up” em Sydney, Austrália. O usuário não havia obtido permissão da Crumbl e executou seu pop-up voando para o Havaí e comprando 800 cookies, antes de voltar e refrigerá-los até o domingo seguinte. O pop-up vendeu os biscoitos por AU$ 17, um aumento de 300% em relação aos preços originais. Desde então, a página do TikTok removeu todas as postagens de sua conta.